# 东宁市
东宁市是黑龙江省牡丹江市下辖的一个县级市。清朝称东宁厅，民国以后为東寧縣，土名三岔口。位于黑龙江省最南端，比邻俄罗斯远东地区，有“龙江小江南”之称。2015年12月，东宁撤县设市。市人民政府驻东宁镇。
东宁市气候温暖湿润，农产品主要有大豆、水稻、苹果等，盛产煤炭。农副产品有黑木耳、人参等。近年来边贸发展迅猛，成为中国最大的公路口岸之一。

## 行政区划
东宁市下辖6个镇：
东宁镇、三岔口镇、大肚川镇、老黑山镇、道河镇、绥阳镇和绥阳林业局。

## 人口
根据第七次人口普查数据，截至2020年11月1日零时，东宁市常住人口为195489人。

## 交通
- 331国道过境。

## 歷史
東寧市在公元7世纪是高句麗的領土，唐朝時高句麗被唐所滅，但後來又歸於渤海國。
滿洲國成立時，屬於北滿特別區。抗日戰爭勝利後，屬松江省。

1945年－1949年，東寧市屬松江省管轄

中華人民共和國成立後，松江省併入黑龍江省，成為東寧縣，屬牡丹江市。